# Coppa delle Coppe (softball)
La Coppa delle Coppe (in inglese Cup Winners of Cup) è una competizione di softball riservata alle squadre europee di club vincitrici delle principali coppe nazionali. Fondata nel 1992, è organizzata dalla Federazione Europea Softball.

## Albo d'oro
| Anno | Sede                                | Vincitrice                    | Finalista                |
| ---- | ----------------------------------- | ----------------------------- | ------------------------ |
| 1992 | Příbram                             | CUS Genova Coopsette          | Schiedam                 |
| 1993 | Schiedam                            | CUS Genova Coopsette          | Staller Terrasvogels     |
| 1994 | Livorno                             | Gambro Twins                  | Liburnia Livorno         |
| 1995 | Livorno                             | A4 Terrasvogels               | Sparks Haarlem           |
| 1996 | Bussum                              | Amsterdam Pirates             | Sparks Haarlem           |
| 1997 | Oosterhout                          | Amsterdam Pirates             | Rimini                   |
| 1998 | Almere                              | Rental Colloid Ronchi         | A4 Terrasvogels          |
| 1999 | Praga                               | Rental Colloid Ronchi         | Gambro Twins             |
| 2000 | Praga                               | Italpaghe Forlì               | Chemie Praga             |
| 2001 | Ronchi dei Legionari                | Sparks Haarlem                | Czechie Praga            |
| 2002 | Praga                               | Czechie Praga                 | Gambro Twins             |
| 2003 | Valencia                            | A4 Terrasvogels               | BSK Nälsta               |
| 2004 | Toetsjkovo                          | Karoesel Bosco-sport          | A4 Terrasvogels          |
| 2005 | Ronchi dei Legionari                | Fiorini Forlì                 | Karoesel Bosco-sport     |
| 2006 | Caronno Pertusella, Saronno         | Fiorini Forlì                 | SK Joudrs Praga          |
| 2007 | Praga                               | BSC Legnano                   | Terrasvogels             |
| 2008 | Bollate                             | Sparks Haarlem                | Sanotint Bollate         |
| 2009 | Parma                               | Iber Lengue Terrasvogels      | SK Joudrs Praga          |
| 2010 | Haarlem                             | Sparks Haarlem                | Fiorini Forlì            |
| 2011 | Castions di Strada                  | Fiorini Forlì                 | Iber Lengue Terrasvogels |
| 2012 | Nuoro                               | Hotel Ambassador Terrasvogels | Nuoro                    |
| 2013 | Montegranaro                        | Hotel Ambassador Terrasvogels | SK Joudrs Praga          |
| 2014 | Porpetto                            | Sparks Haarlem                | Neunkirchen Nightmares   |
| 2015 | Praga                               | Fiorini Forlì                 | SK Joudrs Praga          |
| 2016 | Ostrava                             | Olympia Haarlem               | BSC Legnano              |
| 2017 | Caserta                             | Olympia Haarlem               | Mediterraneo             |
| 2018 | Capelle aan den IJssel              | Bollate Softball              | Sparks Haarlem           |
| 2019 | Praga                               | Poderi dal Nespoli Forlì      | Terrasvogels             |
| 2020 | non disputata                       | non disputata                 | non disputata            |
| 2021 | Saronno, Legnano e Bovisio Masciago | Olympia Haarlem               | Saronno Softball         |
| 2022 | Viladecans                          | Saronno Softball              | Sparks Haarlem           |